# Дворец Шувалова
Дворец Шувалова в Санкт-Петербурге — особняк Ивана Шувалова в стиле елизаветинского барокко. Расположен в Санкт-Петербурге на углу Итальянской улицы и Малой Садовой. Один из нескольких Шуваловских дворцов города.

## История

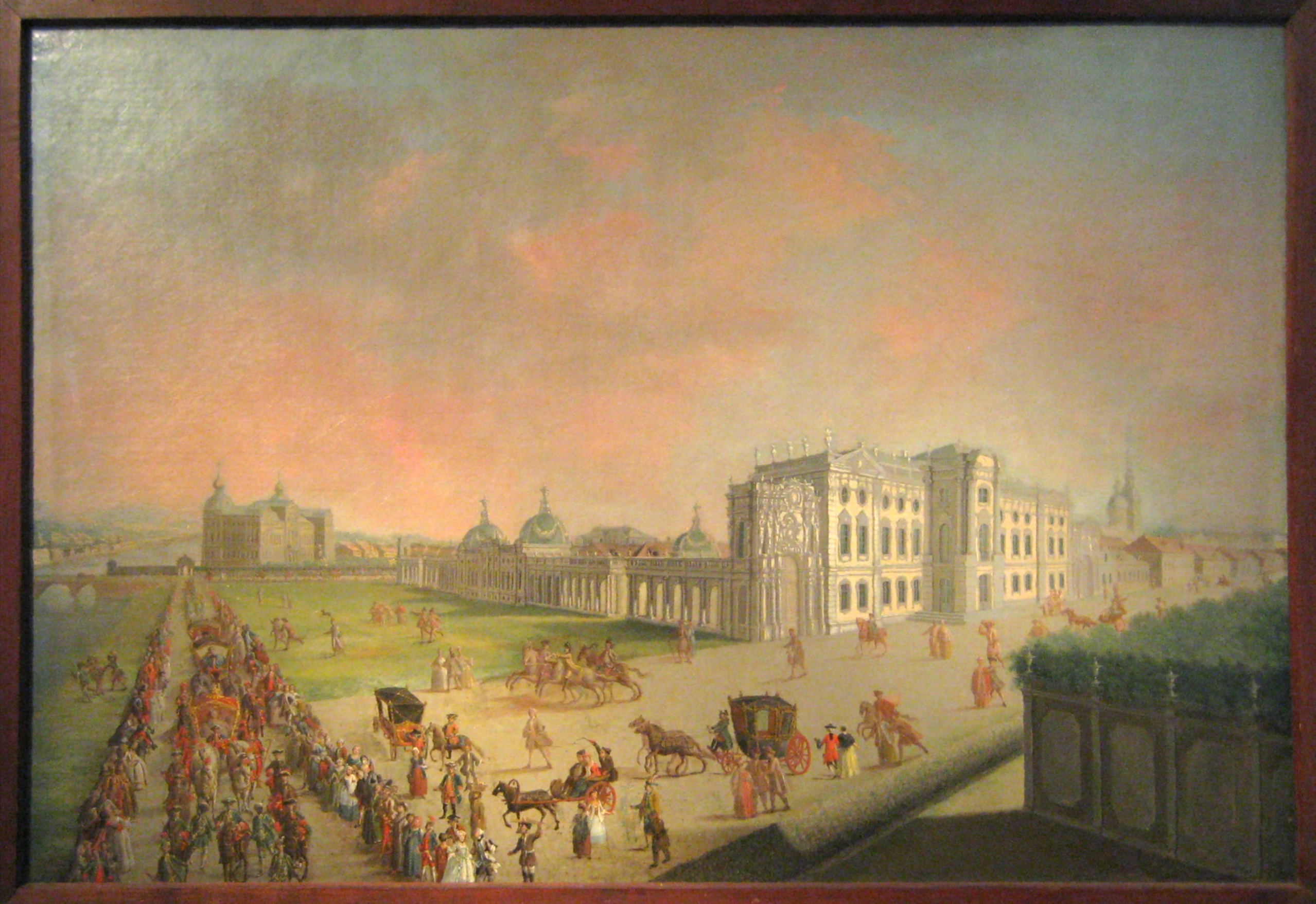
Выезд Елизаветы Петровны. Справа Шуваловский дворец в первоначальном виде

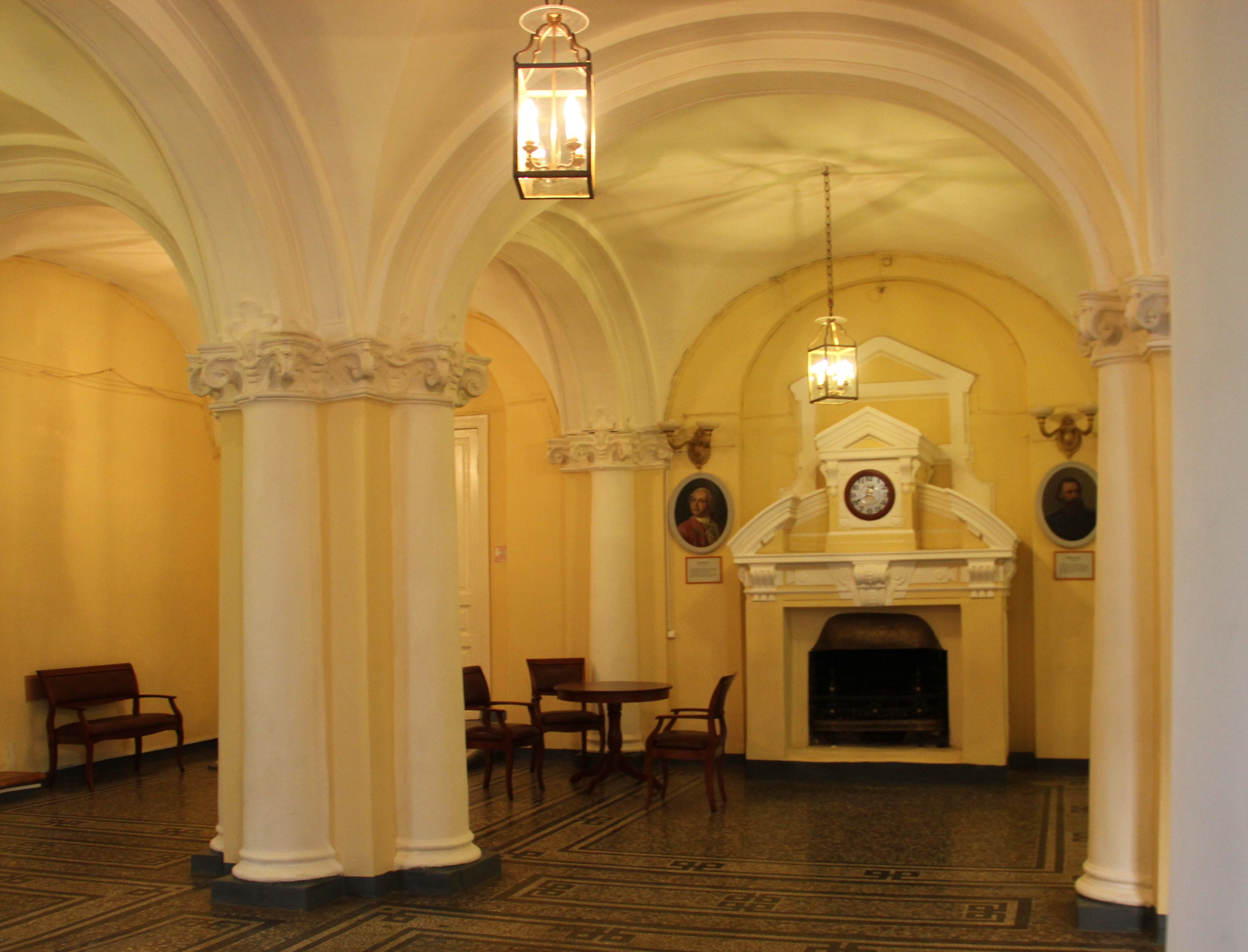
Вестибюль времён постройки здания

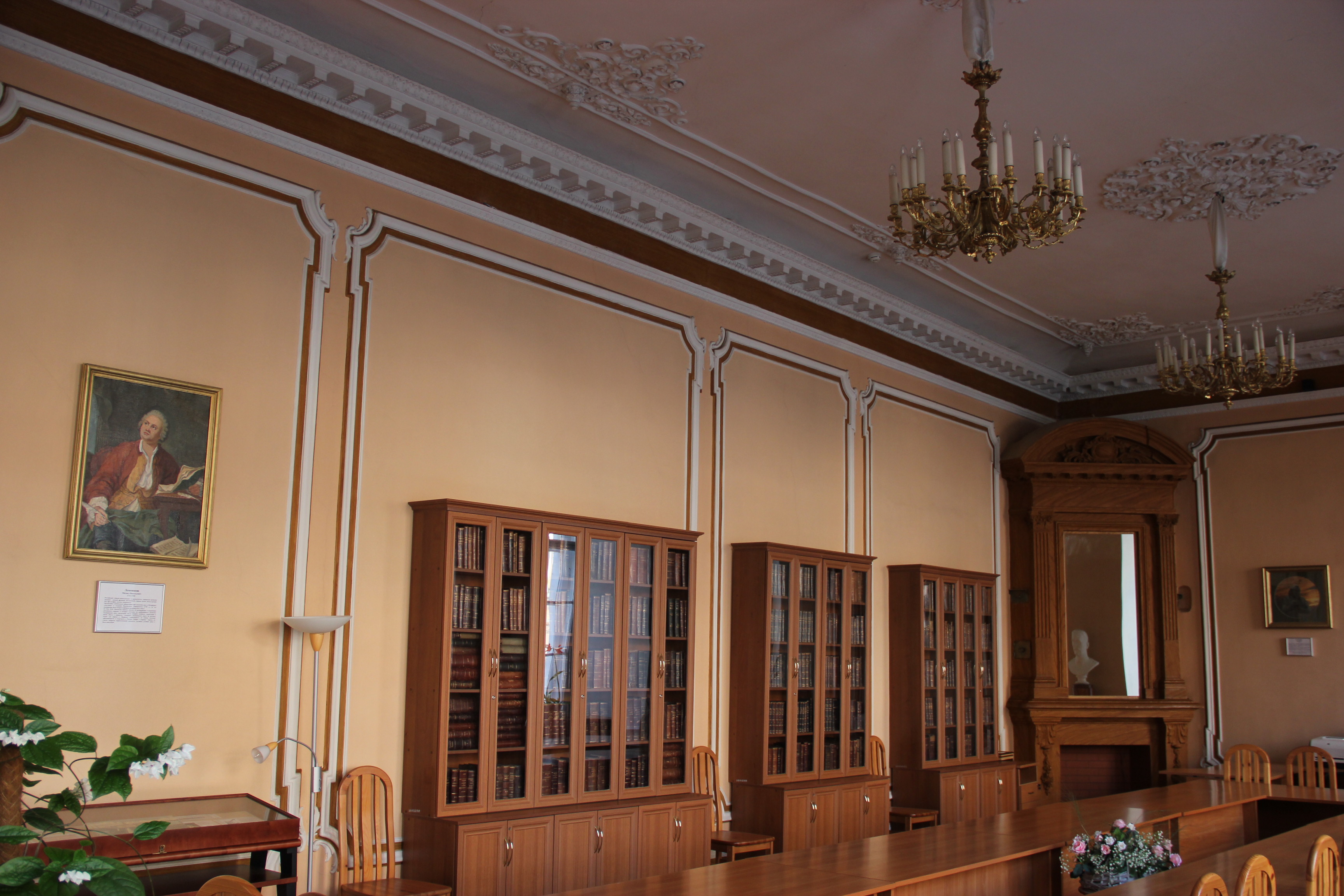
Отделка парадных помещений 1840-х годов

Участок на углу Малой Садовой (дом 1) и Итальянской (дом 25) улиц принадлежал в начале XVIII века принадлежал Савве Яковлеву, у которого в середине века его выкупил Иван Шувалов (1727—1797). Это и определило первое название Малой Садовой — Шувалов переулок (1781—1798).
Изначально усадебный участок длился от Миллионной улицы до Невского проспекта, со стороны луга его оградой служила сквозная колоннада с расположенным по центру павильоном. Участок соседствовал с Летним дворцом Елизаветы Петровны, любовницы Шувалова. Трёхэтажный особняк был построен в 1753—1755 годах архитектором Саввой Чевакинским. В 1754 году для улучшения вида на дворец были сломаны деревянные здания гофинтендантской конторы. В помещениях этого дома размещалась галерея картин, собранных Иваном Ивановичем, дом посещали М. В. Ломоносов, А. П. Сумароков, А. П. Лосенко, Ф. С. Рокотов (который изобразил кабинет Шувалова на несохранившейся картине), В. И. Баженов, в здании изначально располагались классы Академии художеств.
С 1758 года здесь начались учебные занятия. Первым преподавателем стал итальянский живописец Пьетро Антонио Ротари. У него было множество русских учеников, среди них выдающиеся мастера: Ф. С. Рокотов и А. П. Антропов.
Средства Академии предоставлены были сначала весьма скудные: указано было отпускать ей всего по 6 тысяч рублей в год. Но на личные средства Шувалову удалось сразу высоко поднять авторитет Академии. Шувалов пригласил из-за границы педагогов — художников из Франции и Германии, набрал первых учеников и подарил Академии свою художественную коллекцию, положив начало академическим библиотеке и музею.
Значительные изменения произошли после отправки И.И. Шувалова в ссылку за границу (с марта 1763 года до 1777). Три четверти дворцового комплекса были проданы в 1763 году (как и ряд картин из коллекции), в 1765 году здание со стороны Итальянской улицы приобрёл князь И. С. Барятинский, в 1773 году — А. А. Вяземский (после чего дом стал известен как генерал-прокурорский). Для него в 1775—1776 годах были переделаны интерьеры. Фасады также получили иное оформление — в стиле раннего классицизма (дворовый фасад был сохранён). В одном из флигелей размещалась «тайная экспедиция». В 1797 году здание было выкуплено казной и до 1917 года в нём находилось Министерство юстиции Российской империи, а затем Временного правительства Российской республики.
В 1816—1819 годах И. Минчаки перестраивал здание. В 1846—1852 годах по проекту Д. Е. Ефимова перестроили выходящий на Малую Садовую улицу корпус, в 1900-х над ним был надстроен четвёртый этаж.
Ризалиту главного фасада, выделенному полуколоннами трёхгранному выступу, соответствует восьмиугольный двусветный зал в центре второго этажа. В оформлении здания видны элементы барокко (создающие игру светотени ризалиты, раскрепованный лучковый фронтон, раскреповка антаблемента) и раннего классицизма (неглубокие филёнки с лепными полотенцами, рустовка углов ризалита на всю высоту, низкий рельеф наличников и простота рисунка), здание — памятник переходного периода между стилями.
Сохранился вестибюль, украшенный низкими колоннами с необычным рисунком капителей. Часть сохранившейся отделки (например, лепные карнизы) относится к переделке 1840-х годов.
С 1919 года здесь расположился Музей гигиены Центра медицинской профилактики. Экспозиция музея рассказывает об анатомии и физиологии человека, борьбе с вредными привычками, о половом воспитании, профилактике ВИЧ, радиационной гигиене. Планируется приспособить здание под гостиницу.
В 2013 году планировалось отреставрировать здание: снести позднейшую пристройку со стороны двора и дополнительное оборудование (наружные блоки кондиционеров), убрать внешние решётки на окнах, отремонтировать кирпичную кладку, штукатурку, отреставрировать лепнину, выполнить ремонт металлической ограды балконов, а также ремонт и окраску арок.